# Bersant Celina
Bersant Eduar Celina (Prizren, 9 de setembro de 1996) é um futebolista kosovar que atua como meia-atacante. Atualmente defende o Dijon.

## Carreira
Nascido em Prizren, na região do Kosovo, Celina mudou-se para a Noruega aos 2 anos, ingressando nas categorias de base do Strømsgodset aos 9 anos de idade, permanecendo no clube até 2012, quando chegou ao Manchester City.
Logo depois ter assinado o primeiro contrato profissional pelos Citizens, em julho de 2014, sofreu uma lesão no joelho. Em dezembro do mesmo ano, foi relacionado pela primeira vez para um jogo da equipe, mas não ficou no banco de reservas em nenhum dos 3 jogos do Campeonato Inglês de 2014-15. Na Copa da Inglaterra, em janeiro de 2015, na partida frente ao Sheffield Wednesday, ficou entre os suplentes, porém não entrou em campo.
A estreia oficial foi em 9 de janeiro de 2016, pela Copa da Inglaterra, contra o Norwich City, entrando no final do jogo. Na Premier League, disputou seu primeiro jogo em fevereiro, contra o Leicester City, que viria a ser campeão nacional pouco depois, dando um passe que resultou no gol de Sergio Agüero. 3 meses depois, Celina renovou seu contrato por mais 4 anos..

## Seleções
Apesar de ter jogado nas categorias de base da Seleção Norueguesa, o meia-atacante passou a defender o Kosovo depois que a FIFA o liberou para disputar jogos internacionais. Tendo ficado na reserva contra o Haiti, Celina entrou em campo pela primeira vez contra Omã, em setembro de 2014.
Em janeiro de 2015, o jogador declarou que havia rejeitado uma convocação para defender a Noruega, com o objetivo de seguir jogando pela Seleção Kosovar. Paralelamente, chegou a fazer jogos pela equipe sub-21 norueguesa, porém declarou sua intenção em representar seu país natal.